# You Are the Only One
"You Are the Only One" is een lied uitgevoerd door de Russische zanger Sergej Lazarev. Het nummer vertegenwoordigde Rusland op het Eurovisiesongfestival 2016 en werd geschreven door Filipp Kirkorov en Dimitris Kontopoulos, hetzelfde team achter het tweede plaatsnummer van Oekraïne in 2008; en John Ballard en Ralph Charlie. Het nummer werd op 5 maart 2016 als digitale download uitgebracht via State Television Company.  

## Eurovisiesongfestival
Sergej Lazarev werd op 10 december 2015 door Nederlandse media aangekondigd als de Russische deelnemer aan het Eurovisiesongfestival 2016.  De volgende dag werd aangekondigd dat de zanger intern was verkozen door VGTRK samen met de uitvoerend producent van de zender Russia-1. Het nummer werd later uitgebracht, samen met een videoclip waarin Miss Universe Russia 2015 Vladislava Evtushenko een gastrol speelt. Het geheel kwam uit op 5 maart 2016. Hij trad op in de eerste helft van de eerste halve finale en kwalificeerde zich voor een optreden in de finale op 14 mei, waar hij als derde eindigde en de televoting won.